# Scorpiops
Scorpiops là một chi bọ cạp trong họ Euscorpiidae, chúng được tìm thấy trong các vùng núi ở châu Á và thường có bề ngoài màu đen.

## Các loài
Chi này gồm các loài:
- Scorpiops afghanus Lourenço & Qi, 2006
- Scorpiops atomatus Qi, Zhu & Lourenço, 2005
- Scorpiops braunwalderi Kovařík, 2000
- Scorpiops dastychi Kovařík, 2000
- Scorpiops demisi Kovařík, 2005
- Scorpiops farkaci Kovařík, 1993
- Scorpiops feti Kovařík, 2000
- Scorpiops hardwickii (Gervais, 1843)
- Scorpiops irenae Kovařík, 1994
- Scorpiops jendeki Kovařík, 1994
- Scorpiops kraepelini Lourenço, 1998
- Scorpiops langxian Qi, Zhu & Lourenço, 2005
- Scorpiops leptochirus Pocock, 1893
- Scorpiops lhasa Di & Zhu, 2009
- Scorpiops lindbergi (Vachon, 1980)
- Scorpiops luridus Qi, Zhu & Lourenço, 2005
- Scorpiops margerisonae Kovařík, 2000
- Scorpiops oligotrichus Fage, 1933
- Scorpiops pachmarhicus Bastawade, 1992
- Scorpiops pakistanus Kovařík & Ahmed, 2009
- Scorpiops petersii Pocock, 1893
- Scorpiops pococki Qi, Zhu & Lourenço, 2005
- Scorpiops pseudomontanus Kovařík & Ahmed, 2009
- Scorpiops rohtangensis Mani, 1959
- Scorpiops tibetanus Hirst, 1911
- Scorpiops zubairahmedi Kovařík, 2009